# Acronicta quadrata
Acronicta quadrata là một loài bướm đêm trong họ Noctuidae.